# Montgomery (Massachusetts)
Montgomery és una població dels Estats Units a l'estat de Massachusetts. Segons el cens del 2000 tenia 654 habitants.

## Demografia
Segons el cens del 2000, Montgomery tenia 654 habitants, 253 habitatges, i 200 famílies. La densitat de població era de 16,8 habitants/km².
Dels 253 habitatges en un 29,2% hi vivien nens de menys de 18 anys, en un 71,9% hi vivien parelles casades, en un 5,1% dones solteres, i en un 20,6% no eren unitats familiars. En el 15,8% dels habitatges hi vivien persones soles el 3,6% de les quals corresponia a persones de 65 anys o més que vivien soles. El nombre mitjà de persones vivint en cada habitatge era de 2,58 i el nombre mitjà de persones que vivien en cada família era de 2,84.
Per edats la població es repartia de la següent manera: un 22,9% tenia menys de 18 anys, un 4,4% entre 18 i 24, un 27,5% entre 25 i 44, un 34,4% de 45 a 60 i un 10,7% 65 anys o més.
L'edat mediana era de 42 anys. Per cada 100 dones de 18 o més anys hi havia 104 homes.
La renda mediana per habitatge era de 59.063 $ i la renda mediana per família de 66.250$. Els homes tenien una renda mediana de 46.406 $ mentre que les dones 37.125$. La renda per capita de la població era de 25.942$. Entorn de l'1% de les famílies i el 2,9% de la població estaven per davall del llindar de pobresa.